# Luigi Sessa (agronomo)
Luigi Sessa (Arzago d'Adda, 1867 – Arzago d'Adda, 1931) è stato un agronomo italiano.

## Biografia

### Origini e formazione
Luigi Sessa, figlio di Paolo e Maria Bassi, nacque nella tenuta Ravajola ad Arzago d'Adda nel 1867. La nobile famiglia da cui proveniva si era distinta in passato per la vocazione militare: il trisnonno Carlo fu dal 1729 Luogotenente e Regio Delegato per la città di Como, mentre il prozio Giacomo Sessa, Cavaliere dell'Ordine Mauriziano e Cavaliere della Legion d'Onore, militò col grado di colonnello nella Prima Guerra d'Indipendenza. Nonostante ciò, Luigi Sessa non ebbe interesse nell'intraprendere una carriera militare e, compiuti gli studi in scienze agrarie a Milano, partecipò della vita politica di Treviglio, seguendo le orme dello zio Giovanni Battista Sessa, sindaco di Arzago d'Adda dal 1868.

### Attività agronomica
Alla morte di suo padre nel 1891, il Sessa ereditò le vaste proprietà fondiarie della sua famiglia situate nella Gera d'Adda, sperimentando su di esse i processi di modernizzazione agricola che in seguito, applicati con successo su scala maggiore, concorsero alla nomina a Cavaliere dell'Ordine della Corona d'Italia. Fu solo una volta eletto podestà di Arzago d'Adda nel 1926 infatti, che poté esportare anche al di fuori dell'ambito privato le sue innovazioni: durante la sua carica si occupò di valorizzare una pratica agricola corretta, consistente soprattutto nella bonifica e nella trasformazione dei terreni da incolti a coltivabili, e nell'introduzione di nuove tecniche di fertilizzazione quali ad esempio la concimazione azotata. Queste attività miravano, nella mente del Sessa, a combattere lo spopolamento in corso in quegli anni nella Gera d'Adda tramite un'opera di recupero dell'occupazione della popolazione locale e l'apporto di coloni. 
Luigi Sessa morì nella sua città natale nel 1931 nel pieno della propria attività agronomica. Fu sepolto nella cappella di famiglia, dove trovano riposo anche il colonnello Giacomo Sessa e il pittore Antonio Guadagnini.